# 列昂尼德·米赫尔松
列昂尼德·维克托罗维奇·米赫尔松（俄语：Леони́д Ви́кторович Михельсо́н，1955年8月1日—）是一位俄羅斯億萬富豪、天然氣寡頭。他是俄羅斯天然氣公司诺瓦泰克的首席執行官、董事長及主要股東
。
蘇聯解體後，米赫尔松獲得了一家私有化管道建設公司的股份，以此為基礎組建了諾瓦泰克。他是俄羅斯億萬富翁根纳季·季姆琴科的商業夥伴，後者是俄羅斯總統弗拉基米爾·普京的密友 。
根據彭博億萬富翁指數的數據，截至2021年10月，他的淨資產為345億美元，位列全球第35位，同時也是俄羅斯首富。